# العلاقات الكوبية النيوزيلندية
العلاقات الكوبية النيوزيلندية هي العلاقات الثنائية التي تجمع بين كوبا ونيوزيلندا.

## مقارنة بين البلدين
هذه مقارنة عامة ومرجعية للدولتين:
| وجه المقارنة                                              | كوبا                              | نيوزيلندا                                              |
| --------------------------------------------------------- | --------------------------------- | ------------------------------------------------------ |
| المساحة (كم2)                                             | 109.88 ألف                        | 268.02 ألف                                             |
| عدد السكان (نسمة)                                         | 11.48 مليون                       | 4.24 مليون                                             |
| الكثافة السكانية (ن./كم²)                                 | 104.48                            | 15.82                                                  |
| العاصمة                                                   | هافانا                            | ويلينغتون، أوكلاند                                     |
| اللغة الرسمية                                             | اللغة الإسبانية                   | لغة إنجليزية، اللغة الماورية، لغة الإشارة النيوزيلندية |
| العملة                                                    | بيزو كوبي، بيزو كوبي قابل للتحويل | دولار نيوزيلندي، الجنيه النيوزيلندي                    |
| الناتج المحلي الإجمالي (بليون دولار)                      | 87.13 مليار                       | 205.85 مليار                                           |
| الناتج المحلي الإجمالي (تعادل القوة الشرائية) بليون دولار |                                   |                                                        |
| الناتج المحلي الإجمالي الاسمي للفرد دولار أمريكي          |                                   |                                                        |
| الناتج المحلي الإجمالي للفرد دولار أمريكي                 |                                   |                                                        |
| مؤشر التنمية البشرية                                      | 0.769                             | 0.914                                                  |
| رمز المكالمات الدولي                                      | +53                               | +64                                                    |
| رمز الإنترنت                                              | .cu                               | .nz                                                    |
| المنطقة الزمنية                                           | 00                                | ت ع م+13:00، ت ع م+12:00                               |

## منظمات دولية مشتركة
يشترك البلدان في عضوية مجموعة من المنظمات الدولية، منها:
| علم المنظمة | اسم المنظمة                   | تاريخ انضمام كوبا | تاريخ انضمام نيوزيلندا |
| ----------- | ----------------------------- | ----------------- | ---------------------- |
|             | منظمة التجارة العالمية        | ?                 | ?                      |
|             | الاتحاد الدولي للاتصالات      | 16 يناير 1918     | 3 يونيو 1878           |
|             | المنظمة الهيدروغرافية الدولية | ?                 | ?                      |
|             | منظمة حظر الأسلحة الكيميائية  | ?                 | ?                      |
|             | يونسكو                        | 29 أغسطس 1947     | 4 نوفمبر 1946          |
|             | الأمم المتحدة                 | 24 أكتوبر 1945    | 24 أكتوبر 1945         |
|             | الاتحاد البريدي العالمي       | ?                 | ?                      |
|             | منظمة الشرطة الجنائية الدولية | ?                 | ?                      |

## وصلات خارجية
- موقع وزارة الخارجية الكوبية
- موقع وزارة الخارجية النيوزيلندية